# Бенин на летних Олимпийских играх 2008
Бенин принимал участие в Летних Олимпийских играх 2008 года в Пекине (Китай) в девятый раз за свою историю, но не завоевал ни одной медали. Страну представляли 3 мужчины и 2 женщины.

## Лёгкая атлетика
Спортсменов — 2
Мужчины
| Спортсмен      | Вид  | Забег     | Забег | Четвертьфинал | Четвертьфинал | Полуфинал | Полуфинал | Финал     | Финал     |
| Спортсмен      | Вид  | Результат | Место | Результат     | Место         | Результат | Место     | Результат | Место     |
| -------------- | ---- | --------- | ----- | ------------- | ------------- | --------- | --------- | --------- | --------- |
| Матьё Гнанлиго | 400м | 47,10     | 7     | Не прошёл     | Не прошёл     | Не прошёл | Не прошёл | Не прошёл | Не прошёл |

Женщины
| Спортсмен    | Вид  | Забег     | Забег | Четвертьфинал | Четвертьфинал | Полуфинал | Полуфинал | Финал     | Финал     |
| Спортсмен    | Вид  | Результат | Место | Результат     | Место         | Результат | Место     | Результат | Место     |
| ------------ | ---- | --------- | ----- | ------------- | ------------- | --------- | --------- | --------- | --------- |
| Фабьен Фераэ | 200м | 24,07     | 8     | Не прошла     | Не прошла     | Не прошла | Не прошла | Не прошла | Не прошла |

## Плавание
Спортсменов — 2
Мужчины
| Спортсмен  | Вид                | Заплыв    | Заплыв | Полуфинал | Полуфинал | Финал     | Финал     |
| Спортсмен  | Вид                | Результат | Место  | Результат | Место     | Результат |           |
| ---------- | ------------------ | --------- | ------ | --------- | --------- | --------- | --------- |
| Алуа Дансу | 50 м вольный стиль | 24,54     | 62     | Не прошёл | Не прошёл | Не прошёл | Не прошёл |

Женщины
| Спортсмен        | Вид                | Заплыв    | Заплыв | Полуфинал | Полуфинал | Финал     | Финал     |
| Спортсмен        | Вид                | Результат | Место  | Результат | Место     | Результат |           |
| ---------------- | ------------------ | --------- | ------ | --------- | --------- | --------- | --------- |
| Глория Куссиуэде | 50 м вольный стиль | 37,09     | 87     | Не прошла | Не прошла | Не прошла | Не прошла |

## Тхэквондо
Спортсменов — 1
Мужчины
| Спортсмен           | Категория | 1/8                      | Четвертьфинал        | Полуфинал            | Утешительный полуфинал | Финал                |                      |
| Спортсмен           | Категория | Соперник Результат       | Соперник Результат   | Соперник Результат   | Соперник Результат     | Соперник Результат   |                      |
| ------------------- | --------- | ------------------------ | -------------------- | -------------------- | ---------------------- | -------------------- | -------------------- |
| Жан Молуаз Огуджоби | 58 кг     | Чутчавай Хавлаор Пор 2:4 | Закончил выступление | Закончил выступление | Закончил выступление   | Закончил выступление | Закончил выступление |